# Grupo Fischer
O Grupo Fischer é um grupo de empresas brasileiras e uma das maiores indústrias de suco de laranja do mundo. Sua maior empresa, a Citrosuco, fundada em 1963, tem fábricas no Brasil e nos Estados Unidos e quatro navios-tanque próprios para o contimento e o transporte de suco de laranja.